# درن براون
درن براون (به انگلیسی: Derren Brown) یک شعبده‌باز انگلیسی، منتالیست، نقاش و نویسنده شک‌گرا است.
او به خاطر حضورش در برنامه‌های تلویزیونی مثل تریک آو مایند و مایند کنترل، اجراهای روی صحنه و حافظه تصویری شهرت دارد. او در برنامه تلویزیونی به نام درن براون: مایند کنترل به عنوان یک ذهن‌خوان شهرت یافت.
او کتاب‌های مخصوص شعبده‌بازان حرفه‌ای و همچنین برای مخاطب عام نوشته‌است. گالری‌های هنری از کاریکاتورهای او برگزار شده‌است.
به دلیل ذهن‌خوانی‌های او، قدرت ماوراطبیعه به او نسبت داده شده‌است، ولی او این ادعاها را رد می‌کند، و معتقد است هیچ کسی واقعاً قدرت  فراطبیعی|ماوراطبیعه ندارد. براون موفقیت خود در ذهن‌خوانی را حاصل ترکیبی از «جادو، پیشنهادگری، روان‌شناسی، گمراه کردن و هنر صحنه» می‌داند. او از طریق اطلاعات و مهارت‌هایش، اینطور وانمود می‌کند که می‌تواند روی فکر افراد تاثیر بگذارد و مغز آنها را بخواند. در حقیقت، با پیشنهادهای ظریف، اداره کردن فرایند تصمیم‌گیری، و خواندن نشانه‌های ظریف فیزیکی و روان‌شناسی و توجه به زبان بدن از طرز فکر افراد آگاهی می‌یابد.